# 里基娅·马兹拉维
里基娅·马兹拉维（阿拉伯语：‎；2002年5月11日—），荷兰和摩洛哥女子职业足球运动员，司职右后卫，目前效力于拜尔坎体育复兴俱乐部和摩洛哥国家女子足球队。她曾代表摩洛哥参加2023年国际足联女子世界杯。